# Église Saint-André de Belleu
L'église Saint-André est une église catholique située à Belleu, en France.

## Localisation
L'église est située dans le département français de l'Aisne, sur la commune de Belleu.

## Historique
La partie la plus ancienne date du XIIe siècle, le bas-côté nord du XVIe siècle et le reste du XIXe siècle. L'édifice est classé au titre des monuments historiques en 1920.